# Чоловік, який мені подобається
«Чоловік, який мені подобається» (фр. «Un homme qui me plaît») — французький кінофільм режисера Клода Лелуша з Жаном-Полем Бельмондо і Анні Жирардо у головних ролях, вийшов 3 грудня 1969 року.

## Сюжет
Франсуаза (Анні Жирардо) — відома французька акторка. Вона щаслива в шлюбі, приваблива і задоволена своїм життям. На зніманні фільму в Лос-Анджелесі вона знайомиться з композитором Анрі (Жан-Поль Бельмондо), який пише музику до фільму. Анрі — одружений вдруге ловелас з Риму. Він легко заводить знайомства з жінками і бреше своїй дружині. Знайомство з Франсуазою для нього спочатку не більше, ніж чергова інтрижка, але через два дні він відчуває, що хотів би довше бути з цією жінкою. Франсуаза теж спочатку не сприймає серйозно це випадкове знайомство. Щоб провести з нею більше часу, Анрі відкладає свій від'їзд спочатку на день, потім ще на чотири дні, і вони вирушають в романтичну подорож по Сполучених Штатах, під час якої закоханість Франсуази переростає в любов. Під час своєї останньої телефонної розмови з чоловіком вона зізнається йому в зраді, знаючи, що втратить його, так і не отримавши Анрі, який на наступний день повинен повернутися в Рим. За кілька годин до рейсу Анрі дзвонить їй і пропонує зустрітися через десять днів в Ніцці, обіцяючи за цей час домовитися з дружиною про розлучення. Повернувшись додому, щаслива Франсуаза йде від чоловіка і в призначений день вирушає до аеропорту Ніцци зустрічати чоловіка, заради якого вона зруйнувала свою сім'ю. Але Анрі серед прибулих немає.

## У ролях
- Жан-Поль Бельмондо — Анрі
- Анні Жирардо — Франсуаза
- Сімона Ренан — подруга Франсуази
- Ферра Фосетт — Патрисія
- Каз Гарас — Пол
- Пітер Бергман — директор
- Фостер Худ — епізод
- Марія Піа Конте — епізод
- Білл Квінн — епізод
- Тімоті Блейк — епізод
- Артуро Домінічі — епізод
- Марсель Боццуффі — епізод
- Сьюзен Альберт — епізод
- Річард Бейзхарт — епізод

## Знімальна група
- Режисер — Клод Лелуш
- Сценарій — Клод Піното, П'єр Вітерговен
- Продюсер — Жорж Дансіжер, Олександр Мнушкін
- Оператор — Жан Колломб
- Композитор — Франсіс Лей
- Художник — Том Доерті, П'єр Бальмен
- Монтаж — Клод Барруа, Джек Харріс